# Merten
Merten – miejscowość i gmina we Francji, w regionie Grand Est, w departamencie Mozela.
Według danych na rok 1990 gminę zamieszkiwało 1598 osób, a gęstość zaludnienia wynosiła 306 osób/km² (wśród 2335 gmin Lotaryngii Merten plasuje się na 261. miejscu pod względem liczby ludności, natomiast pod względem powierzchni na miejscu 990.).